# Maxwell Anderson
Maxwell Anderson (właśc. James Maxwell Anderson; ur. 15 grudnia 1888 w Atlantic, zm. 28 lutego 1959 w Stamford) – amerykański dramaturg, pisarz, poeta, dziennikarz i autor tekstów. Zdobywca nagrody Pulitzera w dziedzinie dramatu (1933).

## Życiorys
Urodził się 15 grudnia 1888 na farmie niedaleko Atlantic w stanie Pensylwania, jako syn Williama Lincolna Andersona, drwala, a później strażaka kolejowego i baptystycznego kaznodziei oraz Charlotte Perrimeli Stephenson. Jego niespokojni rodzice przenieśli rodzinę do Andover w stanie Ohio w 1890, kolejno do Richmond Center, a następnie do Townville w Pensylwanii, a w 1895 do Edinboro, gdzie Anderson po raz pierwszy poszedł do szkoły podstawowej. Mieszkali w McKeesport, w New Brighton i Harrisburgu w Pensylwanii, następnie przenieśli się do Jefferson w Ohio w 1901, potem do Algony w Iowa, a w 1904 do New Hampton, gdzie Anderson po raz pierwszy uczęszczał do szkoły średniej. W 1907 ponownie przenieśli się do Jamestown w  Dakocie Północnej. Rok później (1908) Anderson ukończył szkołę średnią. W 1911 poślubił Margaret Ethel Haskett, para miała troje dzieci.
Studiował na Uniwersytecie Dakoty Północnej (uzyskując dyplom w 1911) i Uniwersytecie Stanforda.

## Twórczość
Razem z Laurence’em Stallingsem napisał sztukę What Price Glory? (1924). Wydał też Saturday’s Children (1927). Opublikował również dwie sztuki historyczne, Elizabeth the Queen (1930) i Mary of Scotland (1933). Nagrodę Pulitzera w dziedzinie dramatu otrzymał za satyryczną sztukę Both Your Houses (1933). Poza tym napisał dramat poetycki Winterset (1935), zainspirowany historią Sacca i Vanzettiego. Zmarł 28 lutego 1959 w Stamford w Connecticut.